# Mikael Soisalo
Mikael Soisalo (Helsinki, 24 de abril de 1998) es un futbolista finés que juega de centrocampista en el Puskás Akadémia F. C. de la Nemzeti Bajnokság I.

## Trayectoria
Formado en la cantera del FC Honka, en 2012 llegó al HJK Helsinki para jugar en su equipo de formación, hasta que en 2015 le llegó su primera oportunidad profesional, al fichar por el Klubi 04.
En 2016 fichó por el FC Ilves Tampere donde destacó al jugar 31 partidos y marcar 7 goles, y todo con tan sólo 19 años. Esto llamó la atención del Middlesbrough F. C. inglés que lo fichó para su equipo. Sin embargo, fue un habitual del equipo sub-23, prefiriendo así dejar el club inglés para fichar por el SV Zulte-Waregem belga en cuanto se le presentó la oportunidad.
En enero de 2020 el equipo belga lo cedió al Varzim S. C. hasta el final de la temporada con opción de compra. Esta no se hizo efectiva y acabó abandonando definitivamente el equipo de Waregem a final de año para marcharse al Riga F. C.
El 28 de agosto de 2023 se hizo oficial su incorporación al Puskás Akadémia F. C. hasta 2025.

## Selección nacional
Es internacional con la selección de fútbol de Finlandia, con la que debutó el 26 de marzo de 2022 en un amistoso ante Islandia que finalizó en empate a uno.

## Clubes
| Club                       | País       | Año       |
| -------------------------- | ---------- | --------- |
| Klubi 04                   | Finlandia  | 2015      |
| F. C. Ilves Tampere        | Finlandia  | 2016-2017 |
| Middlesbrough F. C. sub-23 | Inglaterra | 2017-2018 |
| S. V. Zulte Waregem        | Bélgica    | 2018-2020 |
| Varzim S. C. (cedido)      | Portugal   | 2020      |
| Riga F. C.                 | Letonia    | 2021-2023 |
| Puskás Akadémia F. C.      | Hungría    | 2023-     |